# براين جو
براين جو (هانغل: 브라이언 주; من مواليد 10 يناير، 1981)، يعرف بلقب براين،  فنان آر أند بي معاصر أمريكي وفنان تسجيل بوب كوري . يحمل الجنسية الأمريكية و‌الكورية الجنوبية، إشتهر كفنان آر أند بي معاصر كواحد من ثنائي فلاي تو ذا سكاي. ألبومه المنفرد، ذا براين أطلق في ديسمبر 2006. ألبومه المنفرد الثاني، Manifold was أطلق في ديسمبر 2009.
لديه اثنان من أسماء الولادة: واحد Brian Gintaek Joo للجنسية الأمريكية، وJoo Jin-taek (هانغل: 주진택)  للجنسية الكورية. لاحقا، غير كلا  من أسمائه الحقيقية  إلى Brian Minkyu Joo للجنسية الأمريكية وJoo Min-kyoo (هانغل: 주민규) للجنسية الكورية.

## روابط خارجية
- براين جو على موقع ميوزك برينز (الإنجليزية)

- الموقع الرسمي